# Marguerite de Reynel
Marguerite de Reynel († 5. Juni 1254) war durch ihre Ehe eine Gräfin von Sidon und Beaufort. In den Chroniken erscheint sie zumeist als „Dame de Sayette“.
Sie entstammte dem Feudaladel der Champagne als Tochter des Arnoul de Reynel, eines Angehörigen der Burgherrenfamilie von Reynel, und der Ida de Brienne. Mütterlicherseits war sie eine Nichte des Johann von Brienne, der 1210 zum König von Jerusalem aufgestiegen war. Von diesem wurde sie während des Kreuzzugs von Damiette 1218 nach Outremer eingeladen, um dort mit Balian Garnier, Graf von Sidon und Beaufort, verheiratet zu werden. Die Ehe hatte einen politischen Zweck, war doch ihr Ehemann lange Zeit ein Gegner ihres Onkels, die sich somit wieder versöhnten. Aus der Ehe gingen mehrere Kinder hervor:
- Gilles († vor 1240);
- Julian († 1275), Graf von Sidon;
- Philipp „von Beaufort“ († nach März 1261);
- Isabella;
- Agnes, ⚭ Wilhelm von Batrun

Insbesondere in der älteren Geschichtsliteratur wird Marguerite de Reynel mit jener als „Blume von Syrien“ besungenen Geliebten Kaiser Friedrichs II. identifiziert, mit welcher der Kaiser seine Hochzeitsnacht am 9. November 1225 in Brindisi verbracht haben soll, statt mit seiner gerade erst angetrauten Braut Isabella II. von Jerusalem. Viel wahrscheinlicher aber war die Geliebte eine andere Cousine der Braut, Anais von Brienne, eine Tochter des Grafen Walter III. von Brienne, zumal weder Joinville noch irgendein anderer Autor jener Zeit die „Dame de Sayette“ mit dem Kaiser in Verbindung brachten.
Im Spätjahr 1250 organisierte Marguerite die Bestattung der sterblichen Überreste ihres Cousins Walter IV. von Brienne in der Johanniterkirche St. Johannis zu Akkon, der bereits 1246 in der Gefangenschaft des Sultans von Ägypten gestorben war. Laut der Chronik des Francesco Amaid starb sie am 5. Juni 1254.